# Concours intercollégial de poésie
Le Concours intercollégial de poésie est un prix littéraire québécois annuel.
Le concours est mis sur pied en 1993 par Michel Drainville, conseiller à la vie étudiante au Collège Ahuntsic. Les poèmes gagnants se retrouvent dans le recueil Pour l'instant : recueil intercollégial de poésie publié annuellement par le Collège Ahuntsic et des bourses sont offertes par la Fondation lavalloise des lettres. Le concours est ouvert auprès des institutions membres de la Fédération des cégeps du Québec.
Le Réseau intercollégial des activités socioculturelles du Québec (RIASQ) est associé à ce concours.

## Lauréats du 1re prix
- 2000 - Étienne Lafrenière-Lemieux, Forêts, cathédrales
- 2001 - Alexandre Piché, Nos mâles dans l'évier
- 2002 - Maxime Coté, Loup-Garant
- 2003 - Michelle Parent, L'Homme au regard d'André Breton
- 2004 - Jean-Philippe Drouin, Les siècles de ta chair
- 2005 - Clémence Dumas-Coté, Le plan de décharge
- 2006 - Alexandra Valiquette, Les mains achées
- 2007 - Alexandre Dumont, Poème sans titre
- 2008 - Antoine Jolette-Riopel, Ce que je veux te dire
- 2009 - Sabrina Bourgeois, Les choses cassées
- 2010 - Marie-Hélène Dubé (Cégep de Lévis-Lauzon), L’étage innommé
- 2011 - Non attribué
- 2012 - Étienne Plante-Tremblay (Cégep du Vieux-Montréal), [Chambré]
- 2013 - Karine Ntihinyuka (Cégep de Jonquière), La robe
- 2014 - Maude Agin-Blais (Cégep de Drummondville), Nos vies sont uniques
- 2015 - Colin Gagné-Zouvi (Cégep du Vieux-Montréal), En Basse-Côte-Nord
- 2016 - Laurence Bertrand (Cégep Garneau), De roses
- 2017 - Léa Rouleau (Cégep de Drummondville), La danse des eaux
- 2018 - Billy Charland (Cégep de Sainte-Foy), Poème à trois titres
- 2019 - Marianne Fortier (Cégep de Sainte-Foy), Tes désordres
- 2020 - Alexandre Coton (Cégep du Vieux-Montréal), Notre banlieue m’avale
- 2021 - Ariane Ouimet (Cégep du Vieux-Montréal), Lettre au tempestaire
- 2022 - Noé Bélanger (Cégep de la Gaspésie et des Îles), J’avale
- 2023 - Audrey-Ann Caron (Cégep de Victoriaville), Martine découvre les hommes
- 2024 - François Labrecque (Cégep du Vieux-Montréal), Venelle